# Hôpital Pellegrin
Pour les articles homonymes, voir Pellegrin.
Le groupe hospitalier Pellegrin est un hôpital faisant partie du centre hospitalier universitaire de Bordeaux.

## Histoire
Le groupe hospitalier est fondé dans la seconde moitié du XIXe siècle pour remédier aux problèmes posés par la dégradation de certains services de l'hôpital Saint-André. L'histoire du centre débute avec l'acquisition du domaine de Pellegrin en 1862 et du domaine de Canolle en 1865 (actuellement à proximité des boulevards, derrière le stade Jacques-Chaban-Delmas). La construction des premiers bâtiments est entamée en 1867 sur les plans des architectes Laval et Labbe. À ces bâtiments supplée l’hôpital du Tondu construit entre 1890 et 1893.
Dans les années 1970, les autorités hospitalières et universitaires font pression sur le conseil d'administration pour remplacer des locaux devenus vétustes. La construction du « Tripode », à vocation chirurgicale, débute donc en 1973, non sans soulever des protestations, et s'achève en 1978. Il comprend trois ailes sur treize étages, configuration nuisible à la sécurité et l'hygiène (aujourd'hui on privilégie la construction horizontale sur deux ou trois étages). La construction d'un second tripode, à vocation médicale et pédiatrique, est un temps envisagée. Le Ministère de la Santé, cependant, s'y oppose. Une étude menée par la direction générale du CHU montre que la concentration des équipements hospitaliers et d'enseignement n'a pas lieu d'être.

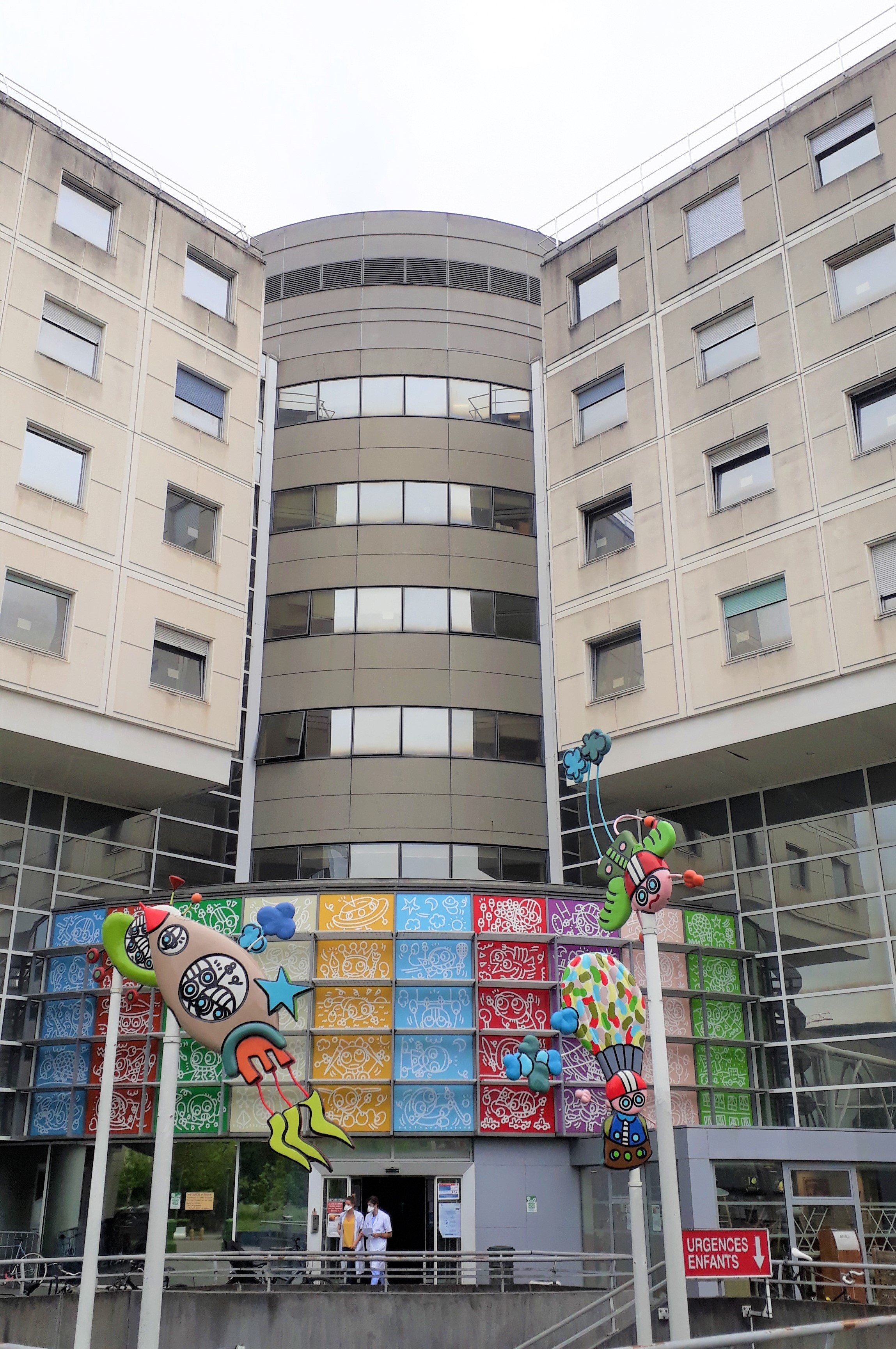
Entrée de l'hôpital des Enfants avec la décoration de Jofo.

En 1992 est fondé l'hôpital des Enfants. La décoration de sa façade est confiée en 1999 à l'artiste bordelais Jofo, puis rénovée en 2019.
Dans les années 2000, l'hôpital décide d'améliorer la gestion de ses installations techniques à l'aide du logiciel de supervision Panorama, dont l'installation est planifiée jusqu'en 2012. Un pôle de spécialités chirurgicales est ouvert en avril 2008, le centre « François-Xavier Michelet ».
Le centre hospitalier s'apparente aujourd'hui à une véritable « ville dans la ville ». Il s'étend sur 27 hectares de surface plancher actif, comporte 1 265 lits et 52 places, et emploie 1 883 personnes par jour (7000 au total).

## Accès
Ce site est desservi par la ligne A du tramway de Bordeaux : Station Hôpital Pellegrin et Station Saint-Augustin et les lignes de bus 8, 20, 55, 73 et 80.

## Voir aussi
